# باب مینکلر
باب مینکلر (انگلیسی: Bob Minkler; ۳۱ اوت ۱۹۳۷ – ۱۱ اکتبر ۲۰۱۵) مهندسی صدا، و مهندس اهل ایالات متحده آمریکا بود.
وی همچنین برندهٔ جوایزی همچون جایزه اسکار بهترین صداگذاری شده‌است.